# Герб Великих Сорочинців
Герб Великих Сорочинців затверджений 20 березня 2007 р. рішенням XIV сесії сільської ради V скликання. Цей герб є великим гребом Великих Сорочинців, також існує малий герб, який повністю збігається із центральною частиною великого — щит із символами.

## Опис герба
На червоному полі срібна Спасо-Преображенська церква із золотими банями та хрестами, яка супроводжується у правому верхньому куті — золотим двічі перехрещеним та знизу роздвоєним хрестом Юньчик, у лівому верхньому куті — золотими розширеним хрестом над булавою та шаблею навхрест. На лазуровій базі — срібна розкрита книга. Щит розміщений у золотому еклектичному картуші та увінчаний червоною міською мурованою короною із трьома зубцями.
Щитотримачі: праворуч — письменник М.В. Гоголь у світло-коричневому одязі із білим шарфом, який тримає в правій руці сувій паперу та гусяче перо; ліворуч — пасічник Рудий Панько у брилі, вишиванці, синіх шароварах і червоних чоботях, підперезаний червоним кушаком, який тримає у лівій руці люльку. Біля пасічника — вулик із бджолами. На червоній девізній стрічці жовтими літерами назва села «Великі Сорочинці».
Автор — В. Джунь. 